# Euchromia aemulina
Euchromia aemulina là một loài bướm đêm thuộc phân họ Arctiinae, họ Erebidae.